# Villaguay Aerodrome
Villaguay Aerodrome är en flygplats i Argentina. Den ligger i den centrala delen av landet, 300 km norr om huvudstaden Buenos Aires. Villaguay Aerodrome ligger 40 meter över havet.
Terrängen runt Villaguay Aerodrome är mycket platt. Närmaste större samhälle är Villaguay, 5,6 km öster om Villaguay Aerodrome.
Trakten runt Villaguay Aerodrome består i huvudsak av gräsmarker. Runt Villaguay Aerodrome är det ganska glesbefolkat, med 21 invånare per kvadratkilometer.